# Salomon Santiveri Outdoor Team
El Salomon Santiveri Outdoor Team és un equip de raids i curses de muntanya dirigit per la sucursal espanyola de la marca esportiva Salomon i, patrocinat des de 2008, per l'empresa catalana d'alimentació natural i dietètica Santiveri. És considerat com un dels millors equips del món, malgrat no haver aconseguit en cap ocasió la Copa del Món de curses de muntanya en categoria d'equips. D'altra banda, disposa d'atletes d'alt nivell com són: l'actual capità Agustí Roc, campió del món 2003 i 2004; i Kílian Jornet, campió del món 2007, 2008 i 2009, considerat per molts com el millor corredor de muntanya de tots els temps.

## Composició de l'equip

### 2007
- Equip de curses de muntanya: Agustí Roc (capità), Kílian Jornet, Marc Solà, Stéphanie Jiménez, Toti Bes.[1]

- Equip de raids: Sergi Rodríguez, Miguel Ángel Heras, Nerea Martínez, David Torres, Miguel Ángel Torres, José Javier Torres.[1]

### 2008
- Equip de curses de muntanya: Agustí Roc (capità), Kílian Jornet, Marc Solà, Stéphanie Jiménez.[2]

- Equip de raids: Sergi Rodríguez, Miguel Ángel Heras, Nerea Martínez, David Torres, Miguel Ángel Torres, José Javier Torres.[2]

### 2009
- Equip de curses de muntanya: Agustí Roc (capità), Kílian Jornet, Marc Solà, Stéphanie Jiménez.[3]
- Equip de raids: Sergi Rodríguez, Miguel Ángel Heras, David Torres, Miguel Ángel Torres.[3]

### 2010
Agustí Roc (capità), Kílian Jornet, Stéphanie Jiménez, Mònica Aguilera, Aurelio Olivar, David Torres, Nerea Martínez, Miguel Ángel Heras, Miguel Ángel Torres, i Tòfol Castanyer.

### 2011
Agustí Roc (capità), Kílian Jornet, Mònica Aguilera, Aurelio Olivar, Nerea Martínez, Miguel Ángel Heras, Tòfol Castanyer, Iker Karrera, Mireia Miró i Laura Orgué.

### 2012
Kílian Jornet, Mònica Aguilera, Nerea Martínez, Miguel Ángel Heras, Tòfol Castanyer, Iker Karrera, Mireia Miró, Laura Orgué i Oihana Kortazar.